# Silvestro Patrizio Mulligan
Silvestro Patrizio Mulligan OFMCap, auch Sylvester Patrick Mulligan, (* 12. März 1875 in Tassan, Irland, Vereinigtes Königreich Großbritannien und Irland; † 23. Oktober 1950) war ein irischer römisch-katholischer Ordensgeistlicher und Erzbischof von Delhi und Simla.

## Leben
Mulligan wurde am Capuchin College in Rochestown, County Monaghan, und in Löwen ausgebildet. 1892 trat er in den Kapuzinerorden ein und empfing am 21. September 1901 die Priesterweihe. 1925 wurde er Provinzial und ein Jahr später zum Generaldefinator ernannt.
Papst Pius XI. ernannte ihn am 13. April 1937 zum Erzbischof von Delhi und Simla. Pietro Fumasoni Biondi, Präfekt der Kongregation für die Verbreitung des Glaubens, spendete ihm am 23. Mai 1937 die Bischofsweihe. Mitkonsekratoren waren Luca Ermenegildo Pasetto, Sekretär der Religiosenkongregation, und Giovanni Giuseppe Santini OFMCap, Titularbischof von Zama Major. Papst Pius XII. nahm am 16. August 1950 seinen Rücktritt an und ernannte ihn zum Titularerzbischof von Cyrrhus. Er wurde auf dem Glasnevin Cemetery in Dublin beigesetzt.